# Liste der Baudenkmäler in Schönwald (Bayern)
Auf dieser Seite sind die Baudenkmäler in der oberfränkischen Stadt Schönwald zusammengestellt. Diese Tabelle ist eine Teilliste der Liste der Baudenkmäler in Bayern. Grundlage ist die Bayerische Denkmalliste, die auf Basis des Bayerischen Denkmalschutzgesetzes vom 1. Oktober 1973 erstmals erstellt wurde und seither durch das Bayerische Landesamt für Denkmalpflege geführt wird. Die folgenden Angaben ersetzen nicht die rechtsverbindliche Auskunft der Denkmalschutzbehörde.
 Diese Liste gibt den Fortschreibungsstand vom 14. Januar 2015 wieder und enthält 31 Baudenkmäler.
Baudenkmäler finden sich neben jenen in Schönwald auch in den Ortsteilen Brunn, Grünauermühle, Grünauer Vorwerk, Perlenhaus, Reichenbach und Sophienreuth. Neben den Baudenkmälern sind Bodendenkmäler und Naturdenkmäler weitere wichtige kulturgeschichtliche Zeugnisse.

## Baudenkmäler nach Ortsteilen

### Schönwald
| Lage                                                                           | Objekt                                    | Beschreibung | Akten-Nr.     | Bild                                      |
| ------------------------------------------------------------------------------ | ----------------------------------------- | --- | ------------- | ----------------------------------------- |
| Bahnhofstraße 29 (Standort)                                                    | Kleinhaus                                 | Eingeschossiger, traufständiger Satteldachbau, 18. Jahrhundert, modern verkleidet | D-4-79-150-1  | Kleinhaus                                 |
| Bahnhofstraße 31 (Standort)                                                    | Wohnhaus mit Frackdach                    | Hofseitiges Obergeschoss in Fachwerk, Dachdeckung Blech, frühes 19. Jahrhundert, modern verkleidet | D-4-79-150-2  | Wohnhaus mit Frackdach                    |
| Bahnhofstraße 33 (Standort)                                                    | Kleinhaus                                 | Eingeschossiger Satteldachbau mit Fachwerkgiebel, 18. Jahrhundert | D-4-79-150-3  | Kleinhaus                                 |
| Bahnhofstraße 37 (Standort)                                                    | Eingeschossiger Satteldachbau             | Geohrte Türrahmung, Granit, mit Oberlicht, 18. Jahrhundert | D-4-79-150-4  | Eingeschossiger Satteldachbau             |
| Bergstraße 7 (Standort)                                                        | Wohnhaus                                  | Zweigeschossiger, villenartiger Satteldachbau mit Quergiebel und turmartigem Risalit, Schieferdeckung, historistisch, 1899 | D-4-79-150-29 | Wohnhaus                                  |
| Böttgerstraße 4, Böttgerstraße 6, Böttgerstraße 8, Böttgerstraße 10 (Standort) | Gruppe von vier Wohnhäusern               | Zweigeschossige Traufseithäuser mit Zwerchgiebeln, Werkstein und Sichtziegel, historisierend, um 1900/1905 | D-4-79-150-5  | Gruppe von vier Wohnhäusern               |
| Feldweg 3 (Standort)                                                           | Wohnstallhaus                             | Eingeschossiger Satteldachbau mit Fachwerkgiebel, um 1650, modern verputzt, Stadel mit Frackdach, Holzverschalung zum Teil erneuert | D-4-79-150-28 | Wohnstallhaus                             |
| Hauptstraße 22 (Standort)                                                      | Wohnhaus                                  | Eingeschossiger Traufseitbau mit Schieferdeckung, verputzt, in der geohrten Türrahmung bezeichnet „1798“ | D-4-79-150-6  | Wohnhaus                                  |
| Hauptstraße 31, Hauptstraße 33, Hauptstraße 35 (Standort)                      | Gruppe von drei Wohnhäusern               | Zweigeschossige Klinkerbauten, Satteldächer mit Ecktürmchen und Dachausbauten, historisierend, um 1900/1905 | D-4-79-150-7  | Gruppe von drei Wohnhäusern               |
| Hauptstraße 32 (Standort)                                                      | Wohnhaus                                  | Zweigeschossiger Walmdachbau mit Eckerker, reicher Gliederung und Schieferdeckung, Neubarock, um 1900 | D-4-79-150-8  | Wohnhaus                                  |
| Kirchplatz 3, Kirchplatz 5 (Standort)                                          | Evangelisch-lutherische Stadtpfarrkirche  | Im Kern Chorturmkirche des 13. Jahrhunderts, Saalbau zwischen 1583 und 1611 umgebaut, 1743 Verlängerung des Langhauses nach Westen, 1909 Anlage eines Querhauses und einer Rundapsis am Chorturm, mit Ausstattung, Rest der alten Kirchhofmauer östlich und nördlich der Kirche | D-4-79-150-9  | weitere Bilder                            |
| Marienstraße 2 (Standort)                                                      | Wohnstallhaus                             | Zweigeschossiger Traufseitbau, Obergeschoss in Fachwerk, bezeichnet „1815“ | D-4-79-150-10 | Wohnstallhaus                             |
| Pfaffenberg, im Rauschenholz (Standort)                                        | Kreuzstein                                | Aus Phyllit | D-4-79-150-27 | weitere Bilder                            |
| Auf der Höhe des Pfaffenberges (Standort)                                      | Scheibenkreuzstein                        | Granit, mit eingeritzten Zeichen, hoch- oder spätmittelalterlich | D-4-79-150-12 | weitere Bilder                            |
| Schulstraße 30 (Standort)                                                      | Katholische Pfarrkirche Annuntiatio B.V.M | Saalbau, eingezogener Chor mit 5/8-Schluss, Chorseitenturm mit welscher Haube, neubarock, 1909–10 nach Plänen von Heinrich Hauberrisser | D-4-79-150-11 | Katholische Pfarrkirche Annuntiatio B.V.M |

### Brunn
| Lage                | Objekt         | Beschreibung | Akten-Nr.     | Bild           |
| ------------------- | -------------- | --- | ------------- | -------------- |
| Brunn 2 (Standort)  | Wohnstallhaus  | Massiver Frackdachbau, jetzt verputzt, das Giebeldreieck in Fachwerk, verbrettert, hofseitig Dachüberstand und hölzerner Laubengang, 18. Jahrhundert, Granit-Brunnentröge, bezeichnet „1729“ und „1774“        | D-4-79-150-13 | BW             |
| Brunn 15 (Standort) | Vierseithof    | Wohnstallhaus, erdgeschossiger Satteldachbau, massiv und verputzt, bezeichnet „1730“, ehemaliges Austragshaus, erdgeschossiger Blockbau mit Satteldach, 1840, drei Granitbrunnentröge, einer bezeichnet „1756“ | D-4-79-150-14 | Vierseithof    |
| In Brunn (Standort) | Kriegerdenkmal | Granit, bezeichnet „1920“ | D-4-79-150-31 | Kriegerdenkmal |

### Grünauermühle
| Lage                          | Objekt        | Beschreibung                                                                                    | Akten-Nr.     | Bild          |
| ----------------------------- | ------------- | ----------------------------------------------------------------------------------------------- | ------------- | ------------- |
| Nähe Grünauermühle (Standort) | Sophienquelle | Brunnenhaus über oktogonalem Grundriss, Natursteinsockel, geschwungene Haube aus Blech, um 1910 | D-4-79-150-30 | Sophienquelle |

### Grünauer Vorwerk
| Lage                          | Objekt   | Beschreibung                                                                             | Akten-Nr.     | Bild     |
| ----------------------------- | -------- | ---------------------------------------------------------------------------------------- | ------------- | -------- |
| Grünauer Vorwerk 1 (Standort) | Wohnhaus | Eingeschossiger Frackdachbau mit gestuftem Fachwerkgiebel, zweite Hälfte 18. Jahrhundert | D-4-79-150-15 | Wohnhaus |

### Perlenhaus
| Lage                    | Objekt                           | Beschreibung                                                         | Akten-Nr.     | Bild           |
| ----------------------- | -------------------------------- | -------------------------------------------------------------------- | ------------- | -------------- |
| Perlenhaus 1 (Standort) | Wohnhaus, sogenanntes Perlenhaus | Mit erneuertem Walmdach, Obergeschoss ursprünglich in Fachwerk, 1764 | D-4-79-150-16 | weitere Bilder |

### Reichenbach
| Lage                                          | Objekt        | Beschreibung                                                                                                  | Akten-Nr.     | Bild           |
| --------------------------------------------- | ------------- | --- | ------------- | -------------- |
| Reichenbach 6 (Standort)                      | Wohnstallhaus | Eingeschossiger Frackdachbau, Fachwerkgiebel teilweise verbrettert, hofseitig weiter Dachüberstand, um 1730   | D-4-79-150-17 | weitere Bilder |
| Reichenbach 7 (Standort)                      | Wohnstallhaus | Zweigeschossiger Satteldachbau, verputztes Bruchsteinmauerwerk, geohrte Tür- und Fensterrahmungen, spätbarock | D-4-79-150-18 | Wohnstallhaus  |
| Reichenbach 10 (Standort)                     | Bauernhof     | Wohnstallhaus mit Satteldach, größtenteils in Blockbauweise, spätes 17./frühes 18. Jahrhundert                | D-4-79-150-19 | BW             |
| Reichenbach 11 (Standort)                     | Wohnstallhaus | Eingeschossiger Satteldachbau mit geohrten Fensterrahmungen, Fachwerkgiebel, 18. Jahrhundert                  | D-4-79-150-20 | Wohnstallhaus  |
| Am Ortsausgang Richtung Lauterbach (Standort) | Steinkreuz    | Granit, wohl spätmittelalterlich                                                                              | D-4-79-150-21 | Steinkreuz     |

### Sophienreuth
| Lage                                                                         | Objekt                       | Beschreibung | Akten-Nr.     | Bild                         |
| ---------------------------------------------------------------------------- | ---------------------------- | --- | ------------- | ---------------------------- |
| Flur Sophienreuth, zwischen Schloss und Bahnlinie, beim Forsthaus (Standort) | Allee                        | Um 1780, Teil der ehemals barocken Gesamtanlage | D-4-79-150-26 | Allee                        |
| Sophienreuth 1, Sophienreuth 3 (Standort)                                    | Schloss                      | Dreigeschossiger Mansardwalmdachbau mit Giebelrisaliten und Türmen, 1777, umgebaut „1872“ (bezeichnet) und 1919–21, Nebentrakt, nach Südwesten Fachwerkgiebel, Satteldach, bezeichnet „1888“, im Kern 18. Jahrhundert | D-4-79-150-22 | weitere Bilder               |
| Sophienreuth 2 (Standort)                                                    | Wohn- und Wirtschaftsgebäude | Langgestreckter Satteldachbau mit Kniestock im Fachwerkstil, Gliederung durch drei Giebelrisalite, Schieferdeckung, bezeichnet „1873“                                                                                 | D-4-79-150-23 | Wohn- und Wirtschaftsgebäude |
| Sophienreuth 4 (Standort)                                                    | Forsthaus                    | Malerischer Satteldachbau mit Mittelrisalit und Fachwerkkniestock, bezeichnet „1873/74“, Nebengebäude, Satteldachbau mit Fachwerk, letztes Viertel 19. Jahrhundert                                                    | D-4-79-150-24 | Forsthaus                    |
| Sophienreuth 5 (Standort)                                                    | Betriebswohnungen            | Erdgeschossiger Satteldachbau mit gezahnter Eckquaderung, um 1873 | D-4-79-150-25 | Betriebswohnungen            |